# Kamyziak
Kamyziak (ros. Камызяк) – miasto w Rosji, w obwodzie astrachańskim. W 2010 roku liczyło 16 314 mieszkańców.